# Ailuroedus
Ailuroedus Cabanis, 1851 è un genere di uccelli passeriformi della famiglia Ptilonorhynchidae.

## Etimologia

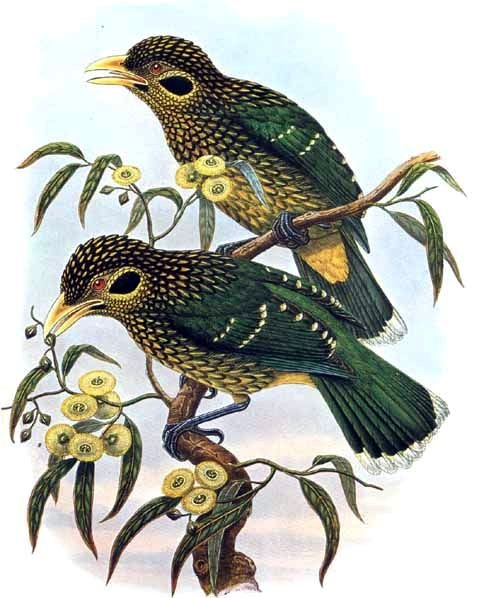
A. melanotis.

Il nome scientifico del genere, Ailuroedus, deriva dall'unione delle parole greche αιλουρος (ailouros, "gatto") e ωδος (ōdos, "cantante"), col significato di "che fa i versi del gatto", in riferimento ai richiami di questi uccelli, che suonano come miagolii: proprio per questo motivo, il nome comune collettivo delle specie ascritte al genere è uccelli gatto.

## Descrizione
Al genere vengono ascritti uccelli di dimensioni contenute (24-31 cm), dall'aspetto massiccio e paffuto, muniti di testa piccola e arrotondata con becco forte e robusto, zampe allungate e robuste, ali lunghe e digitate e coda piuttosto lunga, sottile e di forma rettangolare.

Il piumaggio si presenta dominato dalle tonalità del verde scuro, con presenza di penne dalla punta bianca sul petto o sul dorso, nonché di aree biancastre e nerastre sulla testa, con pattern variabili a seconda della specie presa in considerazione.

Il dimorfismo sessuale è presente ma non estremo, con le femmine dalla livrea generalmente meno brillante.

## Biologia

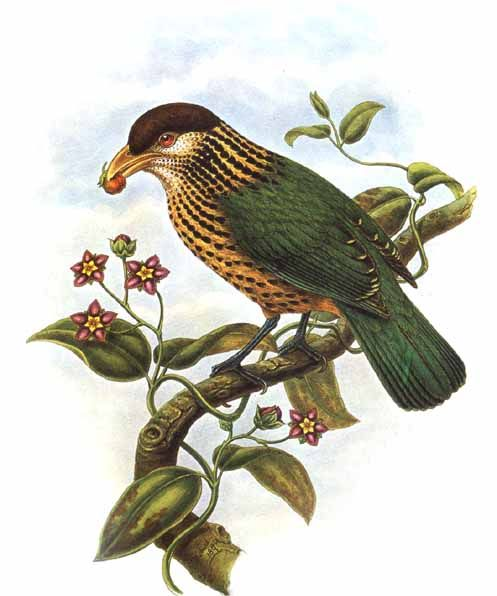
A. buccoides.

Gli uccelli gatto presentano abitudini diurne e passano la maggior parte della giornata muovendosi al suolo o fra i rami alla ricerca di cibo, costituito in massima parte da frutta matura, ma anche da altro materiale di origine vegetale (bacche, granaglie, foglie) e animale (soprattutto grossi insetti. Questi animali differiscono dagli altri uccelli giardiniere in quanto sono monogami con le coppie che passano insieme tutta la vita, risiedendo permanentemente in un territorio stabile.
Durante la stagione degli amori gli uccelli gatto divengono più territoriali ed i maschi delimitano un'arena nella quale si esibiscono con canti e danze: le specie ascritte a questo genere non costruiscono pergolati o piattaforme, tuttavia i maschi decorano la propria arena con piccoli oggetti dal colore brillante.

Il nido è voluminoso e curiosamente imbottito di legno marcio: la femmina cova le uova da sola, mentre i piccoli vengono accuditi da ambedue i genitori.

## Distribuzione e habitat
Il genere Ailuroedus ha diffusione australasiana, popolando la Nuova Guinea (nonché molte delle isole minori circonvicine) e la fascia costiera dell'Australia nord-orientale. Gli uccelli gatto sono abitatori della foresta pluviale, sebbene le specie australiane si adattino anche a tipologie di foresta meno umide.

## Tassonomia

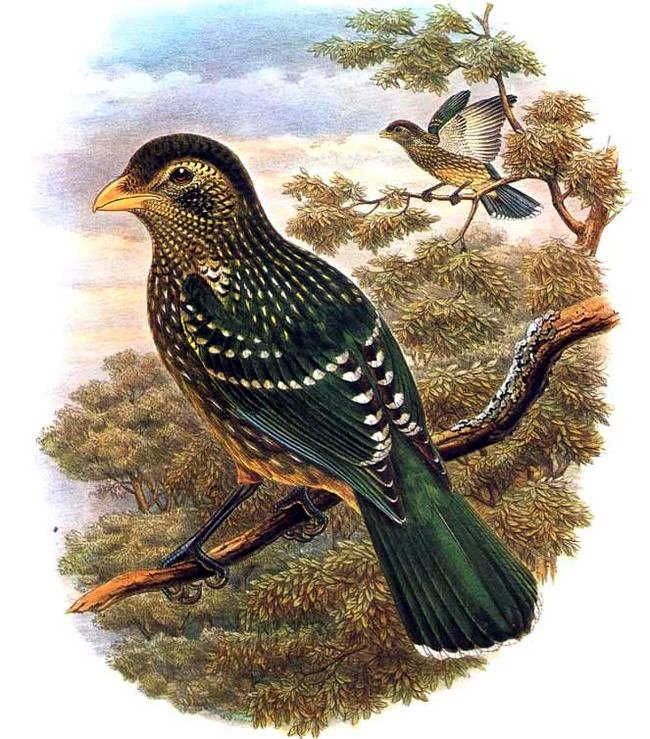
A. crassirostris.

Al genere vengono ascritte dieci specie:
- Genere Ailuroedus
  - Ailuroedus stonii Sharpe, 1876 - uccello gatto pettoocra;
  - Ailuroedus buccoides (Temminck, 1835) - uccello gatto guancebianche;
  - Ailuroedus geislerorum Meyer, 1891 - uccello gatto testafulva;
  - Ailuroedus crassirostris (Paykull, 1815) - uccello gatto verde;
  - Ailuroedus maculosus Ramsay, 1875 - uccello gatto maculato;
  - Ailuroedus astigmaticus Mayr, 1931 - uccello gatto di Huon
  - Ailuroedus melanocephalus Ramsay, 1883 - uccello gatto testanera;
  - Ailuroedus jobiensis Rothschild, 1895 - uccello gatto settentrionale;
  - Ailuroedus arfakianus Meyer, 1874 - uccello gatto degli Arfak;
  - Ailuroedus melanotis (Gray, 1858) - uccello gatto guancenere;

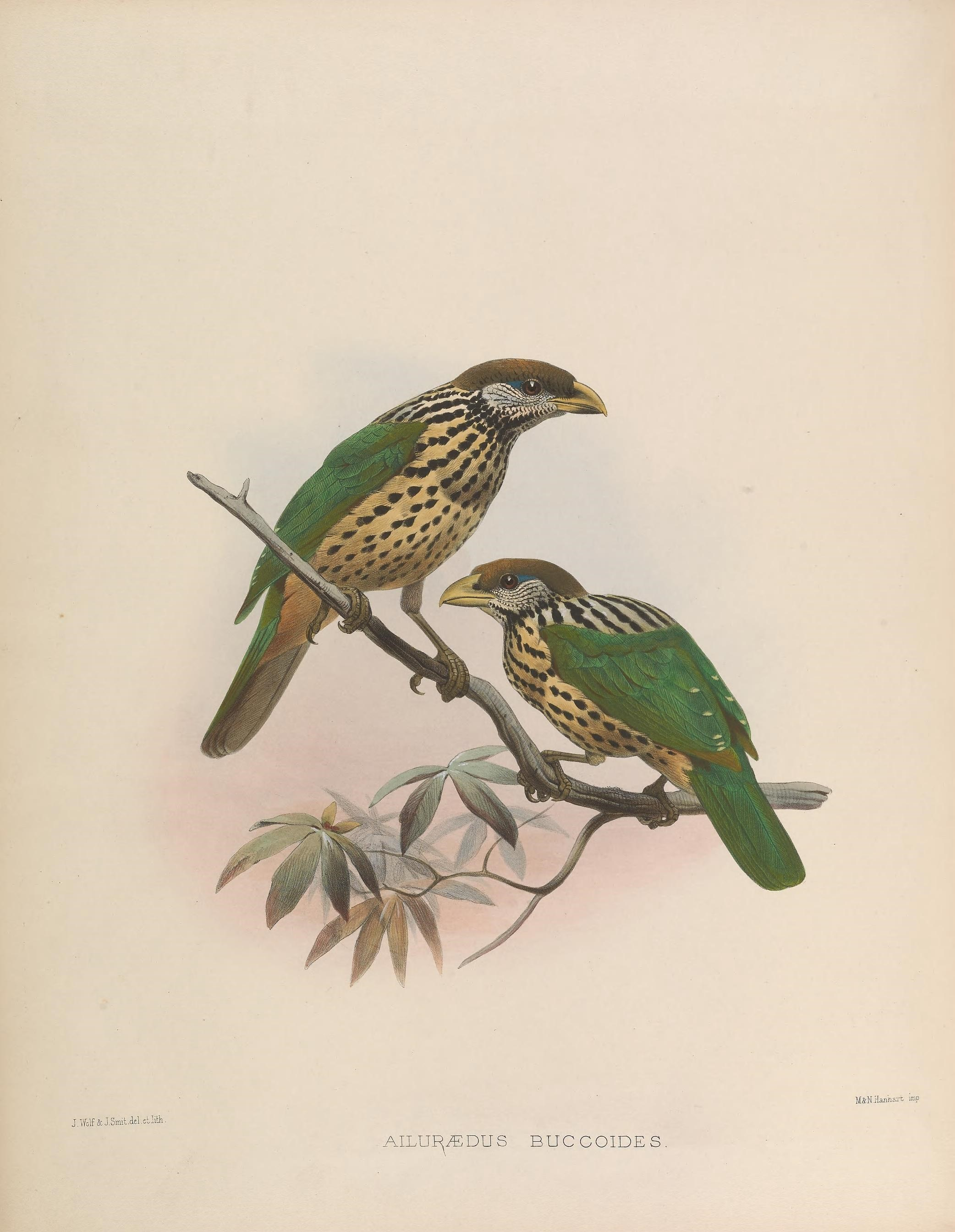
A. buccoides.
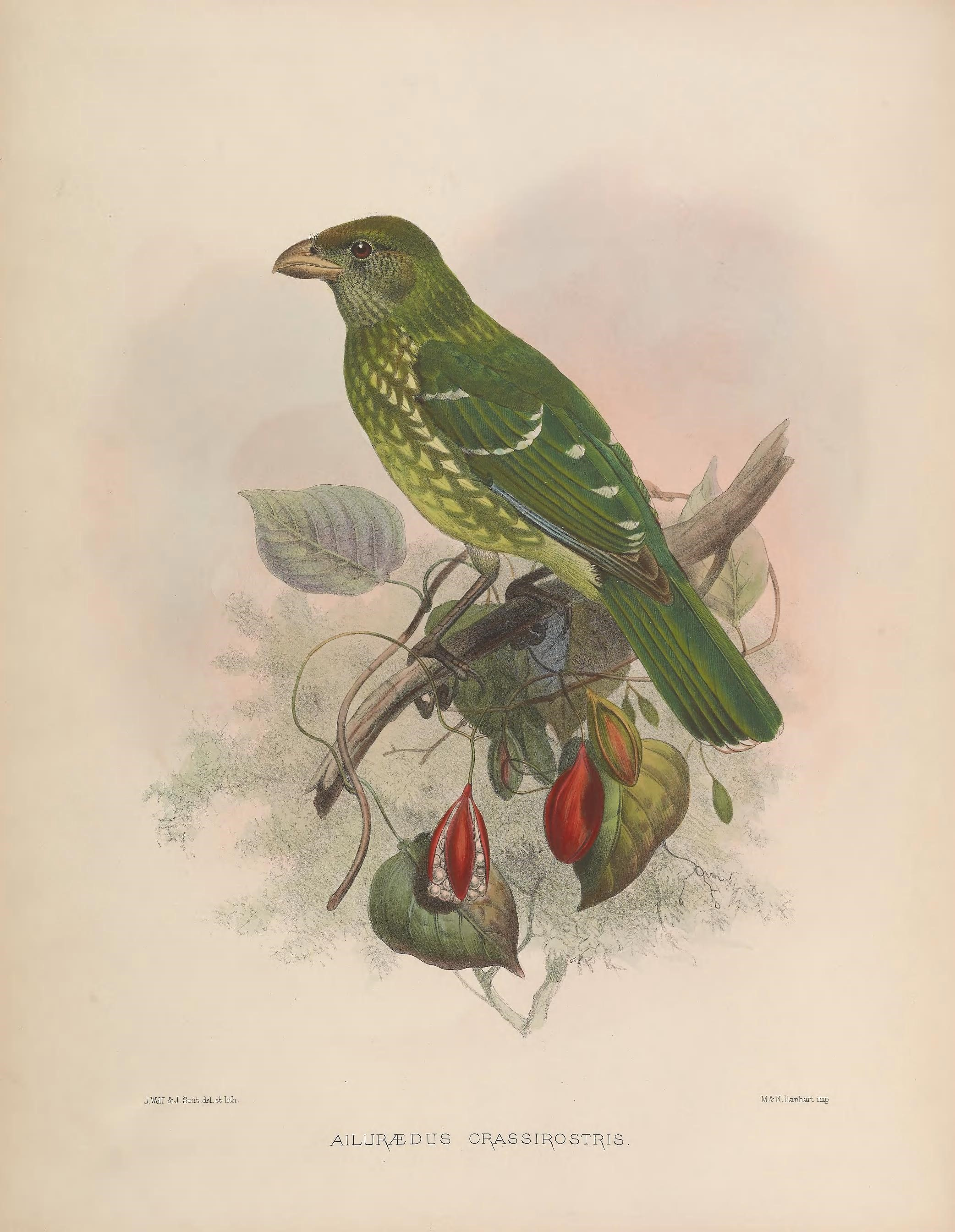
A. crassirostris.
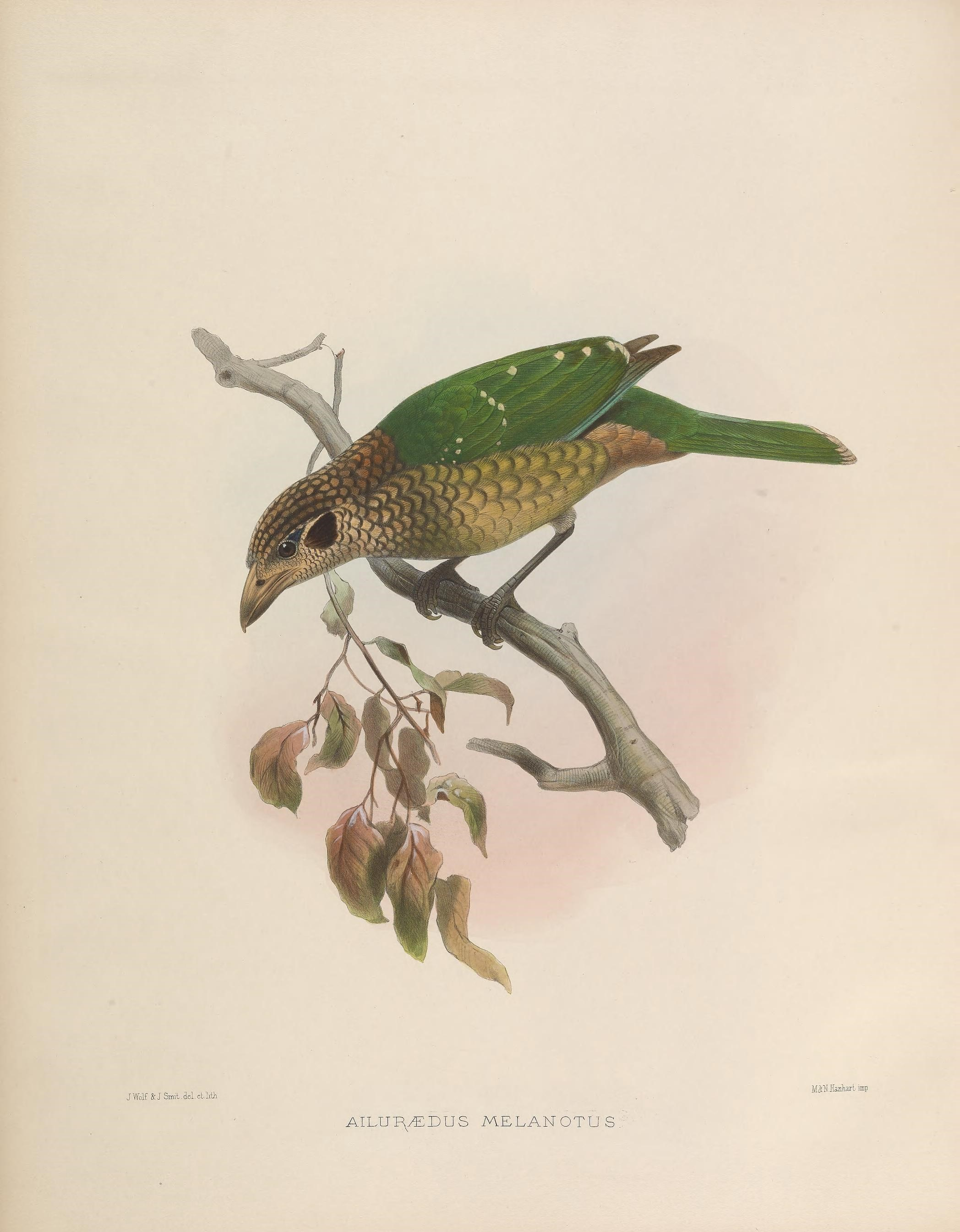
A. melanotis.

Alcuni autori ascriverebbero al genere anche l'uccello gatto dentato, tuttavia attualmente si preferisce classificare quest'ultimo in un proprio genere monotipico.
Il genere Ailuroedus ha recentemente subito un'importante revisione: inizialmente comprendente tre sole specie (buccoides, melanotis e crassirostris), le analisi di carattere morfologico e genetico hanno evidenziato che gran parte di quelle che in passato venivano classificate come sottospecie avevano in realtà la dignità di specie a sé stante, andando a costituire un processo di speciazione che ha visto differenziarsi per prime le popolazioni australiane (crassirostris e maculosus), poi quelle di Papua Nuova Guinea (astigmaticus e melanocephalus), seguite da quelle dell'Irian Jaya (arfakianus e jobiensis) ed infine melanotis, portando quindi il numero di specie a 10.
In seno alla famiglia Ptilonorhynchidae, il genere Ailuroedus occupa un proprio clade molto basale rispetto a tutti gli altri.